# Yasuhiro Yamashita
Yasuhiro Yamashita –en japonés, 山下 泰裕– (Yamato, 1 de junio de 1957) es un deportista japonés que compitió en judo.
Participó en los Juegos Olímpicos de Los Ángeles 1984, obteniendo una medalla de oro en la categoría abierta. Ganó cuatro medallas de oro en el Campeonato Mundial de Judo entre los años 1979 y 1983.
En 2019 fue elegido presidente de la Federación Japonesa de Judo y desde 2020 es un miembro del Comité Olímpico Internacional.

## Palmarés internacional
| Juegos Olímpicos   | Juegos Olímpicos             | Juegos Olímpicos | Juegos Olímpicos |
| Año                | Lugar                        | Medalla          | Categoría        |
| ------------------ | ---------------------------- | ---------------- | ---------------- |
| 1984               | Los Ángeles (Estados Unidos) | Medalla de oro   | Abierta          |
| Campeonato Mundial |                              |                  |                  |
| Año                | Lugar                        | Medalla          | Categoría        |
| 1979               | París (Francia)              | Medalla de oro   | +95 kg           |
| 1981               | Maastricht (Países Bajos)    | Medalla de oro   | +95 kg           |
| 1981               | Maastricht (Países Bajos)    | Medalla de oro   | Abierta          |
| 1983               | Moscú (URSS)                 | Medalla de oro   | +95 kg           |